# Reggiane Re.2008
Die Reggiane Re.2008 war ein italienisches Projekt für ein einsitziges Jagdflugzeug mit Strahltriebwerk.

## Geschichte
Die Re.2008 stellte den Schlusspunkt einer ganzen Reihe von Jagdflugzeugen von Reggiane dar, die vom Entwicklungsteam um Ing. Roberto Longhi entwickelt wurden. Hatte anfangs Longhi Jagdflugzeuge wie die Re.2000 entwickelt, die stark durch seine USA-Erfahrungen geprägt waren, fanden die Weiterentwicklungen Höhepunkte wie die Re.2005, die sowohl alliierten als auch deutschen Typen um 1945 mindestens ebenbürtig waren. Konsequenterweise zog auch die Technologie des Strahltriebwerks in seine Entwürfe ein. So wurde die Re.2007 für das deutsche Junkers Jumo 004 entwickelt.
Die Folgegeschichte ist umstritten. Es existieren Konstruktionspläne und andere Unterlagen über eine Weiterentwicklung zur Re.2008. Insbesondere sind Briefe veröffentlicht worden, die Longhi an Gianni Caproni über dieses Projekt schrieb. Umgekehrt gibt es Vermutungen, dass vieles hiervon im Laufe der Zeit verfälscht wurde, bis hin zur Bestreitung der Existenz des Re.2008-Projektes.
Nach den Unterlagen Longhis wurde der Rumpf der Re.2007 weitgehend beibehalten. Die Tragflächen erhielten eine Pfeilung von 33° mit variabler Tiefe. Die Bewaffnung sollte aus vier 20-mm-Maschinenkanonen bestehen. Leistungsdaten wurden für ein Triebwerk mit 2270 kp berechnet.
Das Projekt soll aufgrund von Zweifeln an der Finanzierbarkeit nicht weiterverfolgt worden sein.

## Technische Daten
| Kenngröße             | Projektierte Daten                    |
| --------------------- | ------------------------------------- |
| Besatzung             | 1                                     |
| Startmasse            | 3900 kg                               |
| Höchstgeschwindigkeit | 1200 km/h (Mach 0,95)                 |
| Dienstgipfelhöhe      | 20000 m                               |
| Triebwerk             | Strahltriebwerk mit 22,3 kN (2270 kp) |
| Bewaffnung            | 4 × 20-mm-MK                          |